# Immanuel Klinik Rüdersdorf
Die Immanuel Klinik Rüdersdorf ist neben dem Universitätsklinikum Brandenburg an der Havel, den Ruppiner Kliniken und dem Immanuel Klinikum Bernau Herzzentrum Brandenburg eine von vier Universitätskliniken der Medizinischen Hochschule Brandenburg. Die Klinik liegt in der Gemeinde Rüdersdorf bei Berlin nahe dem östlichen Stadtrand von Berlin. Es handelt sich um ein Krankenhaus der Akut- und Regelversorgung und es verfügt über 456 Betten. Träger ist die Immanuel Albertinen Diakonie. Bereits seit 2015 bestand eine Partnerschaft der Medizinischen Hochschule Brandenburg und der Immanuel Klinik Rüdersdorf als Lehrkrankenhaus. 

## Kliniken
Die Immanuel Klinik Rüdersdorf verfügt über die 10 Fachabteilungen Innere Medizin, Palliativmedizin, Allgemein- und Viszeralchirurgie, Orthopädie und Unfallchirurgie, Gynäkologie und Geburtshilfe, Neurologie und Schmerztherapie, Kinder- und Jugendmedizin, Anästhesiologie und Intensivtherapie. Weiterhin existieren im Zentrum für seelische Gesundheit die Abteilungen Psychiatrie und Psychotherapie sowie Psychosomatik und Psychotherapie mit psychiatrischen Tageskliniken und Psychiatrischen Institutsambulanzen in Rüdersdorf, Fürstenwalde und Strausberg.

## Spezielle Angebote/Zertifizierungen
Die Immanuel Klinik Rüdersdorf ist zertifizierte Klinik und Darmkrebszentrum nach ISO 9001:2015, verfügt über eine zertifizierte Stroke Unit, ist Teilnehmerin an der „Aktion Saubere Hände“ mit Gold-Zertifikat und „Klinik mit Diabetes im Blick“. Zur modernen Ausstattung der Klinik gehört das roboter-assistierte Operationssystem „da Vinci“. In Kooperation mit dem Sana Krankenhaus Gottesfriede Woltersdorf ist die Klinik als Alterstraumatologisches Zentrum (ATZ) zertifiziert.
Das Haus ist Stützpunkt für die „Spezialisierte ambulante Palliativversorgung“ (SAPV) sowie zertifiziertes Ausbildungszentrum für Urogynäkologie, Zentrum für endoskopische Gynäkologie, Zentrum für familien- und kinderorientierte Geburtsmedizin, ist Perinatologischer Schwerpunkt und beherbergt zudem die Pränataldiagnostik Rüdersdorf (DEGUM II).
Die unmittelbar angrenzende Poliklinik Rüdersdorf mit ihrer fach- und hausärztlichen Betreuung in 15 Praxen sowie die Ärztliche und Kinderärztliche Bereitschaftspraxis der KV am Standort komplettiert die professionelle Verzahnung von stationärer und ambulanter Patientenversorgung für die Region.